# Trinitario Ruiz Valarino
Trinitario Ruiz Valarino (València, 21 d'octubre de 1862 - † Madrid, 12 de desembre de 1945) fou un advocat i polític valencià, fill de Trinitario Ruiz Capdepón i germà de Manuel Ruiz Valarino i Vicente Ruiz Valarino.
Estudià dret a la Universitat de València i exercí com a advocat a Madrid. Treballà com a membre del Consell d'Administració d'algunes empreses. Milità en el Partit Liberal, amb el que fou elegit diputat al Congrés dels Diputats pel districte de Villena a les eleccions de 1886, pel de Dolors a les de 1893, 1896, 1898, 1899, 1901, 1903, 1905, 1907, i 1910.
A la mort de Práxedes Mateo Sagasta va formar de la fracció liberal-demòcrata dirigida per José Canalejas y Méndez. El 1901 fou nomenat fiscal de la Sala Contenciosa i del Tribunal Suprem d'Espanya (1905-1907). Fou Ministre de Gràcia i Justícia dos cops: entre el 9 de febrer de 1910 i el 3 d'abril de 1911 en el govern de Canalejas, i entre el 14 d'abril i l'11 de juny de 1917 en el govern de Manuel García Prieto. També fou ministre de Governació entre el 3 d'abril i el 29 de juny de 1911. El 1912 fou designat senador vitalici i es va implicar plenament en les lluites polítiques alacantines entre conservadors i liberals, i acordà amb el conservador José Jorro Miranda el pacte del Barranquet.
Quan es proclamà la dictadura de Primo de Rivera el 1923 deixà el seu escó al Senat i abandonà la política. Arran de les eleccions municipals espanyoles de 1931 va intentar reorganitzar el Partit Liberal i hi col·laborà amb Joaquín Chapaprieta Torregrosa.